# Albert Görge
Albert Jean-Baptiste Gorge (Görge dans son acte de naissance), né le 17 octobre 1884 à Wisembach (Vosges), décédé le 22 février 1970 à Melun (Seine-et-Marne) est un parlementaire français.
Secrétaire général de la commune puis adjoint au maire de Melun de 1947 à son décès, il est député de la première circonscription de Seine-et-Marne de 1963 à 1968, à la suite de la nomination de Marc Jacquet au gouvernement.

## Source
- Ressource relative à la vie publique :   - Base Sycomore